# 1-Naftalenacetatna kiselina
1-Naftilsirćetna kiselina (NAA) je organsko jedinjenje sa formulom . Ova bezbojna čvrsta materija je rastvoriva u organskim rastvaračima. Sadrži karboksilmetilnu grupu sa naftalenom u 1-poziciji.

## Upotreba
NAA je sintetički biljni hormon iz grupe auksina i sastojak mnogih komercijalnih hortikulturnih preparata, prvenstveno onih za ožiljavanje reznica.

## Literatura
- Tomlin, C.D.S., 2006. The Pesticide Manual, 14th ed. UK
- V.A. Lozovaya, M.N. Markova, and I.A. Tarchevskii, Fiziol. Rast. (Moscow) 35, 1, 97 (1987)
- A. Navalón, R. Blanc, J.L. Vilchez Determination of 1-naphthylacetic acid in commercial formulations and natural waters by solid-phase spectrofluorimetry Mikcrochim. Acta, 126 (1997), pp. 33–38
- Q.M. Lu, L.H. Chen, M.H. Lu, G.N. Chen, L. Zhang Extraction and analysis of auxins in plants using dispersive liquid–liquid microextraction followed by high-performance liquid chromatography with fluorescence detection J. Agric. Food Chem., 58 (2010), pp. 2763–2770
- W. Guan, P. Xu, K. Wang, Y. Song, H. Zhang Determination and study on dissipation of 1-naphthylacetic acid in garlic and soil using high performance liquid chromatography–tandem mass spectrometry College of Science, China Agricultural University, Beijing 100193, PR China
- M.J. Benotti, F.P. Lee, R.A. Rieger, C.R. Iden, C.E. Heine, B.J. Brownawell HPLC/TOF-MS: an alternative to LC/MS/MS for sensitive and selective determination of polar organic contaminants in the aquatic environment Ferrer Imma, E.M. Thurman (Eds.), Liquid Chromatography/Mass Spectrometry, MS/MS and Time of Flight MS, American Chemical Society, New York (2003), pp. 109–127